# Peter Burg
Peter Burg (* 8. September 1941 in Friedrichweiler) ist ein deutscher Historiker.

## Leben
Peter Burg studierte Geschichte, Deutsche Philologie und Philosophie an der Universität des Saarlandes. Nach dem Staatsexamen wurde er 1973 bei Karl-Georg Faber in Saarbrücken mit der Dissertation Kant und die Französische Revolution zum Dr. phil. promoviert. 1981 erfolgte seine Habilitation mit der Lehrbefugnis für Neuere Geschichte am Historischen Seminar der Westfälischen Wilhelms-Universität Münster. Seit seiner Ernennung 1986 doziert er dort als Außerplanmäßiger Professor.
Sein Forschungsschwerpunkt ist die Verwaltungsgeschichte des 19. und 20. Jahrhunderts.

## Schriften (Auswahl)
Als Autor:
- Kant und die Französische Revolution (= Historische Forschungen. Bd. 7). Duncker & Humblot, Berlin 1974, ISBN 3-428-03157-1 (zugleich Diss., Universität Saarbrücken, 1974).
- Der Wiener Kongreß. Der Deutsche Bund im europäischen Staatensystem (= dtv-Reihe Deutsche Geschichte der neuesten Zeit vom 19. Jahrhundert bis zur Gegenwart). Deutscher Taschenbuch Verlag, München 1984, ISBN 3-423-04501-9.
- Die deutsche Trias in Idee und Wirklichkeit. Vom Alten Reich zum Deutschen Zollverein (= Veröffentlichungen des Instituts für Europäische Geschichte Mainz. Bd. 136). Franz Steiner Verlag, Stuttgart 1989, ISBN 3-515-04914-2.
- Verwaltung in der Modernisierung. Französische und preußische Regionalverwaltung vom Ancien régime zum Revolutionszeitalter (= Forschungen zur Regionalgeschichte. Bd. 15). Schöningh, Paderborn 1994, ISBN 3-506-79587-2.
- Saarbrücken 1789–1860. Von der Residenzstadt zum Industriezentrum (= Saarland-Bibliothek. Bd. 14). Gollenstein, Blieskastel 2000, ISBN 3-933389-22-4.
- Saar-Franzose. Peter / Pierre Lorson SJ. Paulinus Verlag, Trier 2011, ISBN 978-3-7902-0230-4.